# Африфа, Аквази Аманква
 Аквази Аманква Африфа (англ. Akwasi Amankwaa Afrifa; 24 апреля 1936, Мампонг, область Ашанти, Британский Золотой Берег — 26 июня 1979, военный полигон Теши, Аккра) — ганский политический и военный деятель, председатель правящего Национального совета освобождения Республики Гана в 1969 году, глава Президентской комиссии Ганы в 1969—1970 годах. Казнён после военного переворота 4 июня 1979 года.

## Биография
Аквази Аманква Африфа родился 24 апреля 1936 года в Мампонге, область Ашанти Британского Золотого Берега, в семье племенного вождя Опанина Кваки Аманквы (англ. Opanin Kwaku Amankwa) и Амы Серваа Аманиампонг (англ. Ama Serwaa Amaniampong). По рождению он являлся «абакомахене» (англ. Abakomahene) селения Кробо — одним из традиционных вождей народности ашанти. Африфа получил начальное образование в пресвитерианской школе-интернате для мальчиков «Presbyterian Boys Boarding School» в родном Мампонге. В 1952—1956 годах обучался в «Adisadel College» в Кейп-Косте (Центральная область Ганы).

### Служба в британской колониальной армии
После окончания колледжа Аманква Африфа поступил на службу в колониальную армию Великобритании и в 1957 году был направлен на обучение в Специальную школу подготовки офицеров (англ. Regular Officer's Special Training School) в Гане. В следующем, 1958 году Аманква Африфа покинул получившую независимость Гану, чтобы продолжить обучение в Офицерской кадетской школе Монс в Олдершоте (Великобритания, англ.  Mons Officer Cadet School) и в престижной Королевской военной академии в Сандхёрсте. В 1960 году Африфа окончил обучение Сандхёрсте и, получив звание лейтенанта, был направлен командовать стрелковой ротой в составе войск Организации Объединённых Наций во время миротворческой операции в Конго. После этого, в 1961 году он прошёл курс обучения в Пехотной школе в Хайте (графство Кент, Великобритания).

### Офицер армии Ганы
По возвращении в Гану в 1961 году Аквази Аманква Африфа командовал пехотным батальоном в Тамале, а затем в 1962—1965 годах служил офицером в объединённом Штабе обороны Ганы, будучи прикомандированным к 2-й пехотной бригаде в Кумаси. В 1964 году Африфа посещал первый ганский Военный колледж в Теши (англ. Defence College), и к 1965 году отвечал за обучение и подготовку войск, а также занимался оперативным планированием, получив внеочередное звание майора. В Кумаси Африфа подружился с командиром 2-й пехотной бригады подполковником Эммануэлем Кваси Котокой, который вскоре стал организатором свержения первого президента Ганы Кваме Нкрумы.

### Свержение Кваме Нкрумы. Комиссар финансов
Утром 24 февраля 1966 года, когда президент Нкрума находился с визитом в Ханое, подразделения 2-й пехотной бригады по приказу Котоки вступили в столицу страны Аккру и, по разработанному майором Аквази Аманквой Африфой плану начали занимать ключевые пункты города. Несмотря на ожесточённое и длительное сопротивление президентской охраны, армия свергла социалистический режим Кваме Нкрумы и привела к власти Совет национального освобождения во главе с генерал-майором Джозефом Анкрой. Аманква Африфа стал одним из 8 членов Совета и был произведён в полковники. В 1967 году он был назначен начальником военной академии и военного учебного центра и был произведён в бригадные генералы.
Во время попытки военного переворота 17 апреля 1967 года, предпринятой лейтенантом Самуэлем Артуром, Африфа находился в инспекционной поездке на севере Ганы и не принимал участия в событиях в Аккре, во время которых погиб его главный союзник генерал Котока. Однако он принял командование войсками в Кумаси и Тамале, чем предотвратил волнения и неопределённость в армии. Впрочем, много лет спустя генерал Анкра утверждал, что заговорщики рассчитывали на поддержку Африфы, но эти его утверждения не были ничем подтверждены. По возвращении в столицу Африфа принял участие в похоронах Котоки и на церемонии потерял сознание — его удержали от падения два находившихся рядом офицера.
В 1967—1969 годах Аманква Африфа занимал пост комиссара (министра) финансов, торговли и экономики, который стал одним из ключевых в условиях глубокого экономического кризиса, поразившего Гану ещё при правлении Кваме Нкрумы. Африфа добился отсрочки выплат по долгам, унаследованным от прежнего режима, и получил дополнительные займы, в том числе и от Международного валютного фонда. Журнал «Тайм» в 1969 году так оценивал деятельность Африфы на этом посту: «Под управлением Африфы Гана жила бережливо, со строгим бюджетом. Это — также и личный стиль Африфы: он живёт в скромном бунгало и водит маленький автомобиль — универсал».

### Глава государства

#### Разрешение политической деятельности
2 апреля 1969 года председатель Национального совета освобождения генерал-лейтенант Джозеф Анкра был вынужден подать в отставку после того как был обвинён в получении взятки. Новым главой государства был назначен комиссар финансов, торговли и экономики бригадный генерал Аквази Аманква Африфа. Через несколько дней он выступил по радио и телевидению с обращением к нации, и сообщил, что изменений во внутренней и внешней политики Ганы не произойдёт. Африфа подтвердил принятое НСО в мае 1968 года решение провести выборы и передать власть гражданскому правительству, а также заявил о предстоящей отмене запрета на деятельность политический партий. В апреле же был принят закон, запрещающий иностранцам покупать землю на территории Ганы, а Комитет предпринимателей Ганы объявил 202 предприятия, надлежавших сирийцам, ливанцам и индийцам, «зарезервированными» за гражданами Ганы. Все те, кто родились не в Гане, должны были получить специальное разрешение при устройстве на работу (за исключением врачей и других дефицитных специалистов).
29 апреля был опубликован декрет Национального совета освобождения о политических партиях, который запрещал бывшим министрам правительства Кваме Нкрумы и членам Центрального комитета распущенной Народной партии конвента основывать партии и работать в их аппарате. 1 мая вице-председатель НСО, министр внутренних дел и генеральный инспектор полиции Джон Харли заявил, что с этого дня снят запрет на политическую деятельность и создание политических партий. Процесс формирования многопартийной системы начался очень активно, и к началу лета в стране образовалось 16 партий. В июне НСО запретил Народно-популярную партию, посчитав её продолжательницей традиций Кваме Нкрумы, а к августу оставшиеся партии слились в пять крупных. Из них реальные шансы на победу имели две: Прогрессивная партия профессора Кофи Бусиа, опиравшаяся на племена языковой группы акан во главе с племенем ашанти, и Национальный союз (альянс) либералов бывшего министра финансов К. А. Гбедемы, опиравшийся на народ эве. Принадлежащий к ашанти Аквази Аманква Африфа поддерживал в предвыборной гонке своего соплеменника Кофи Бусию и его Партию прогресса.

#### Всеобщие выборы и новая конституция
Летом созванная Конституционная ассамблея разработала новую конституцию Ганы, которая была принята 22 августа, и 29 августа 1969 года состоялись выборы в Национальное собрание, на которые были зарегистрированы 2 360 000 избирателей.
| \| \| \| | 58,7 % |
|          |        |

|  |  |

| \| \| \| | 30,4 % |
|          |        |

|  |  |

| \| \| \| | 3,8 % |
|          |       |

|  |  |

| \| \| \| | 3,4 % |
|          |       |

|  |  |

| \| \| \| | 1,8 % |
|          |       |

|  |  |

| \| \| \| | 1,82 % |
|          |        |

|  |  |

.
1 сентября 1969 года, через два дня после того как Избирательная комиссия на площади Чёрной звезды в Аккре провозгласила победу Партии прогресса, профессор Кофи Абрефа Бусиа был назначен премьер-министром «Второй республики».

#### Экономика и международные связи
Экономика Ганы в период короткого правления генерала Африфы по-прежнему переживала трудности. По итогам года в стране насчитывалось 600 000 безработных, внешний долг превысил миллиард новых седи, не удавалось полностью удовлетворить потребности страны в продовольствии. Средний доход на душу населения составлял 119 фунтов стерлингов, средняя продолжительность жизни — 38 лет. Чтобы улучшить ситуацию правительство усилило меры по экономии средств, установило максимум зарплаты для министров, сократило на 10 % переводы жалования иностранных служащих за границу. Были получены займы от Великобритании и Франции, было запланировано расширение производства экспортных культур — гевеи, масличной пальмы, сахарного тростника, табака и хлопка. С помощью ФРГ продолжал строиться завод электрокабеля и проводов для высоковольтных линий, было заключено соглашение в Канадой о завершении строительства гидроэлектрокомплекса «Вольта». В 1969 году была закончена реконструкция международного аэропорта Аккры, который до сих пор носит имя погибшего там генерала Эммануэля Котоки, друга Африфы.
В апреле было заключено соглашение о культурном и техническом сотрудничестве с Францией, в мае Гану посетила экономическая миссия Израиля, в июне в страну прибыли добровольцы американского Корпуса мира.
Правительство Африфы активно восстанавливало отношения с Советским Союзом, нарушенные после свержения Нкрумы. 30 апреля в Аккре был подписан протокол о товарообмене между Ганой и СССР, а в июле прибыл в Москву и вручил верительные грамоты новый посол Ганы в СССР Эмануэл Коджо Дадзи.
В июне 1969 года Африфа посетил Того.

#### Во главе Президентской комиссии
3 сентября 1969 года была учреждена Президентская комиссия (англ. Presidential Commission), которая должна была исполнять функции главы государства до проведения в 1970 году президентских выборов. Комиссия состояла из председателя — генерала Аквази Аманквы Африфы, бывшего вице-председателя распущенного Национального совета освобождения Джона Харли и начальника Штаба обороны генерала Альберта Квеси Окрана. Власть в стране принадлежала теперь премьер-министру и Национальному собранию, но Африфа продолжал активно участвовать в государственной деятельности. В ноябре 1969 года он посетил Того и провёл там переговоры об экономическом сотрудничестве с президентом Того армейским генералом Этьенном Эйадемой и председателем Исполнительного совета Нигерии генерал-майором Якубу Говоном.
30 июля 1970 года Национальное собрание Ганы решило распустить Президентскую комиссию и провести выборы президенты страны. 7 августа того же года Комиссия была распущена и генерал Аквази Аманква Африфа отошёл от большой политики. Президентом Ганы был избран Эдвард Акуфо-Аддо.

### Африфа и переворот 1972 года: год, проведённый в тюрьме
После отставки Аквази Аманква Африфа, уже получивший звание генерал-лейтенанта, удалился в родной Мампонг на свою ферму и жил там как частное лицо. Новый правитель ашанти Отумфуо Опоку Варе II присвоил Африфе традиционный титул Окатакийе (англ. Okatakyie, «Герой»), который стал употребляться при полном упоминании его имени — Окатакийе Аквази Аманква Африфа.
Тем временем либеральная политика правительства профессора Бусии не принесла оздоровления экономике страны, а коррупция и взяточничество уничтожили доверие населения и армии к «Второй республике». 13 января 1972 года командир 1-й пехотной бригады ганской армии подполковник Игнатиус Ачампонг сверг гражданское правительство. Уже 15 января генерал Африфа был арестован в доме свергнутого премьер-министра и отправлен в тюрьму. В тот же день Ачампонг, лично знакомый с Африфой по службе в Кумаси, заявил столичной газете «Daily Graphic», что был вынужден арестовать бывшего главу государства, поскольку тот предпринял попытку его убить во время личной аудиенции. Тем временем демонстранты, выходившие на улицы столицы чтобы выразить поддержку перевороту, несли плакаты с надписями «Полковник Ачампонг настоящий герой — распять Африфу!» (англ. «Col.Acheampong is a real hero - crucify Afrifa»). 19 февраля «Daily Graphic» опубликовала снимок двухэтажного каменного дома Африфы в Кробо, после чего в прессе началась кампания разоблачения бывшего правителя. Были опубликованы виды внутреннего убранства дома генерала, опровергавшие мнение о его личной скромности, его частная жизнь стала предметом тщательного рассмотрения. Однако новая власть, настраивавшая общественное мнение против Африфы, не нашла серьёзных причин, что бы привлечь его к ответственности. В декабре 1972 года генерал Африфа был освобождён и вернулся в Мампонг.

### В деревне и в оппозиции
В очередной раз отойдя от политики, Аквази Аманква Африфа как абакомахене селения Кробо занялся его развитием и в течение нескольких лет реализовывал на своей родине проект, известный как «Проект реконструкции Кробо» (англ. Krobo Rehabilitation Project). Только в декабре 1977 года, когда стало ясно, что и режим Ачампонга не в состоянии вывести страну из тупика, Африфа обратился к правителю Ганы с письмом, в котором выражал беспокойство за будущее страны. Он призывал вернуться к политике Национального совета сопротивления, указывал на опасность нового переворота, который обернётся казнями прежних и нынешних правителей. Однако Ачампонг опубликовал его письмо в прессе, обвиняя Африфу в трусости и своекорыстии, а самого генерала вскоре посадил под домашний арест.
Африфа вместе с Комли Агбели Гбедемой стал одним из лидеров Народного движения за свободу и справедливость (англ. Peoples' Movement for Freedom and Justice (PMFJ)), выступавшего против курса военного режима, призывал не поддерживать Ачампонга на референдуме 30 марта 1978 года, и, по некоторым сведениям, даже обвинялся властями в подготовке вторжения в страну из-за границы.
В следующем, 1978 году новый правитель Ганы генерал-лейтенант Фред Акуффо отказался от курса Ачампонга и стал готовить почву для передачи власти избранным гражданским властям и установления в Гане «Третьей республики». Аквази Аманква Африфа был освобождён из под домашнего ареста и активно включился в политическую деятельность, надеясь выступить уже как парламентский политик. Африфа предлагал свою кандидатуру на пост вице-президента, но ни один кандидат в президенты не принял его предложения, а его попытка возглавить партию Объединённый национальный конвент тоже провалилась. Африфа решил баллотироваться в Национальное собрание от Северного Мампонга как кандидат от той же партии Объединённый национальный конвент Уильяма Офори-Атты. Однако за две недели до выборов произошёл переворот, который привёл к власти молодых офицеров во главе с капитаном ВВС Джерри Роулингсом.

### Арест. Казнь. Перезахоронение
На выборах 18 июня 1979 года генерал Африфа был избран в Национальное собрание, однако был арестован новыми властями на своей вилле в Мампонге и предан чрезвычайному суду вместе с другими бывшими лидерами страны. Несмотря на то, что некоторые деятели нового режима выступали против крайних мер, Африфа и другие обвиняемые после быстрого разбирательства были приговорены к смертной казни по обвинению в коррупции, злоупотреблении властью и измене.
 Аквази Аманква Африфа был расстрелян 26 июня 1979 года перед строем солдат на военном полигоне Теши в Аккре вместе с бывшим президентом страны генералом Фредом Акуффо и членами Высшего военного совета адмиралом Амедаме, вице-маршалом авиации Джорджем Боаке, генерал-майором Робертом Котеи и комиссаром по иностранным делам полковником Роджером Джозефом Фелли. Его останки были похоронены на тюремном кладбище тюрьмы Нсавам, а затем перенесены в безымянную могилу в Абуагири (Восточная область).
В апреле 2001 года президент Ганы Джон Куфуор удовлетворил ходатайства вдов расстрелянных и распорядился провести эксгумацию тел 8 генералов, казнённых летом 1979 года. Первоначально власти сомневались, что останки генералов могут быть найдены, так как казнённых хоронили в безымянных могилах, но нашлись офицеры тюремной службы, которые точно знали места захоронений. Узнав о решении Куфуора, Кристина Африфа, вдова генерала, заявила BBC —  «Я счастлива от этого решения; я с нетерпением ждала его в течение многих лет»  (англ.  «I'm happy about the decision; I've been looking forward to this for years»).
8 августа 2001 года останки генерала Африфы были эксгумированы и 27 декабря, после официального богослужения, переданы семье покойного в гарнизонной методистской-пресвитерианской церкви 37-го военного госпиталя. Ашантийский правитель Мампонга Даасебре Осей Бонсу в соответствии с традицией назначил специальную делегацию для сопровождения семьи Африфы и для извещения правителя Ашанти Отумфио Осея Туту II. 17 января 2002 года было опубликовано интервью старшего брата генерала Африфы Томаса Атакора, которое он дал в Кробо агентству «Ghana News Agency». В нём излагался план церемонии перезахоронения и связанных с ней траурных мероприятий. 25 января 2002 года военный вертолёт доставил останки Аквази Аманквы Африфы в Кумаси, а оттуда траурный кортеж машин в сопровождении полицейского эскорта двинулся в Кробо через Манийя, Кежетийа, Суаме, Макро-Джанстон и по новой дороге на Олд Тафо.
26 января 2002 года останки генерала Африфы были похоронены в Кробо, а на следующий день траурные мероприятия завершились богослужением в местной методистской церкви. Баффуор Аманква Африфа, сын покойного, заявил на похоронах корреспонденту BBC, что гордится ролью своего отца в свержении Кваме Нкрумы, так как это был единственный путь, ведущий страну к демократии. Он призвал к суду над деятелями, виновными в кровопролитии, жертвами которого пали его отец и другие граждане Ганы.
В 2004 году дела расстрелянных генералов были пересмотрены и выяснилось, что расследование в их отношении проводилось поспешно, было неполным и незавершённым.

## Современная оценка
В 2009 году в статье Мааме Ама Конаду «Аквази Аманква Африфа: замечательный генерал демократии» говорилось: 
«Оценка роли генерала Африфы в нашей истории упирается, кажется, в одно — он был „предателем“, который сверг Нкруму и неизменно заслуживает наказания. Возможно, мы должны пойти дальше этого представления и расширить наш взгляд на его роль. Он не был ангелом, и при этом он не был и дьяволом.

У него были успехи, он также совершал и ошибки. Но, учитывая завихрения и повороты в нашей политической истории, я думаю, что в борьбе за нашу демократию будет неплохо, если Аквази Аманква Африфа предстанет теперь как замечательный генерал».

## Сочинения
- Afrifa, Akwasi Amankwaa (1966). The Ghana Coup, 24 February 1966. London: Frank Cass. ASIN B000H45GBC. OCLC 860314. С предисловием Кофи Бусии и введением венгерского историка Тибора Самуэли